# AbdAllah Jørn Tolstrup
AbdAllah Jørn Tolstrup, også skrevet Abdullah eller Abdallah, (født Jørn Tolstrup) er en dansk muslim og skoleleder for den Marokkansk-Danske Skole, en muslimsk friskole i København.
I 1984 inviterede Tolstrup, sammen med en anden konvertit, Abdul Wahid Pedersen, imamen Abu Laban til Danmark.
I et interview i Politiken i 1996 fortalte Tolstrup bl.a. om sit syn på kristendom og demokrati og argumenterede for dødsstraf for utroskab og for kritik af profeterne.
Tolstrup deltog den 17. januar 1997 i programmet Hvad med troen på DR2, hvor han fortalte om sit forhold til islam. Ifølge en Gallup-seermåling baseret på 525 husstande (ca. 1.100 personer) havde programmet ingen seere.